# Уймуж (приток Большой Амзи)
Уймуж или Пермяк — река в России, протекает по территории Еловского и Бардымского районов Пермского края. Устье реки находится в 35 км по левому берегу реки Большой Амзи. Длина реки — 19 км. В районе устья на реке расположено село Акбаш.

## Данные водного реестра
По данным государственного водного реестра России относится к Камскому бассейновому округу, водохозяйственный участок реки — Кама от Камского гидроузла до Воткинского гидроузла, речной подбассейн реки — бассейны притоков Камы до впадения Белой. Речной бассейн реки — Кама.